# 利佐胡比夫卡
49°49′1″N 36°23′17″E / 49.81694°N 36.38806°E

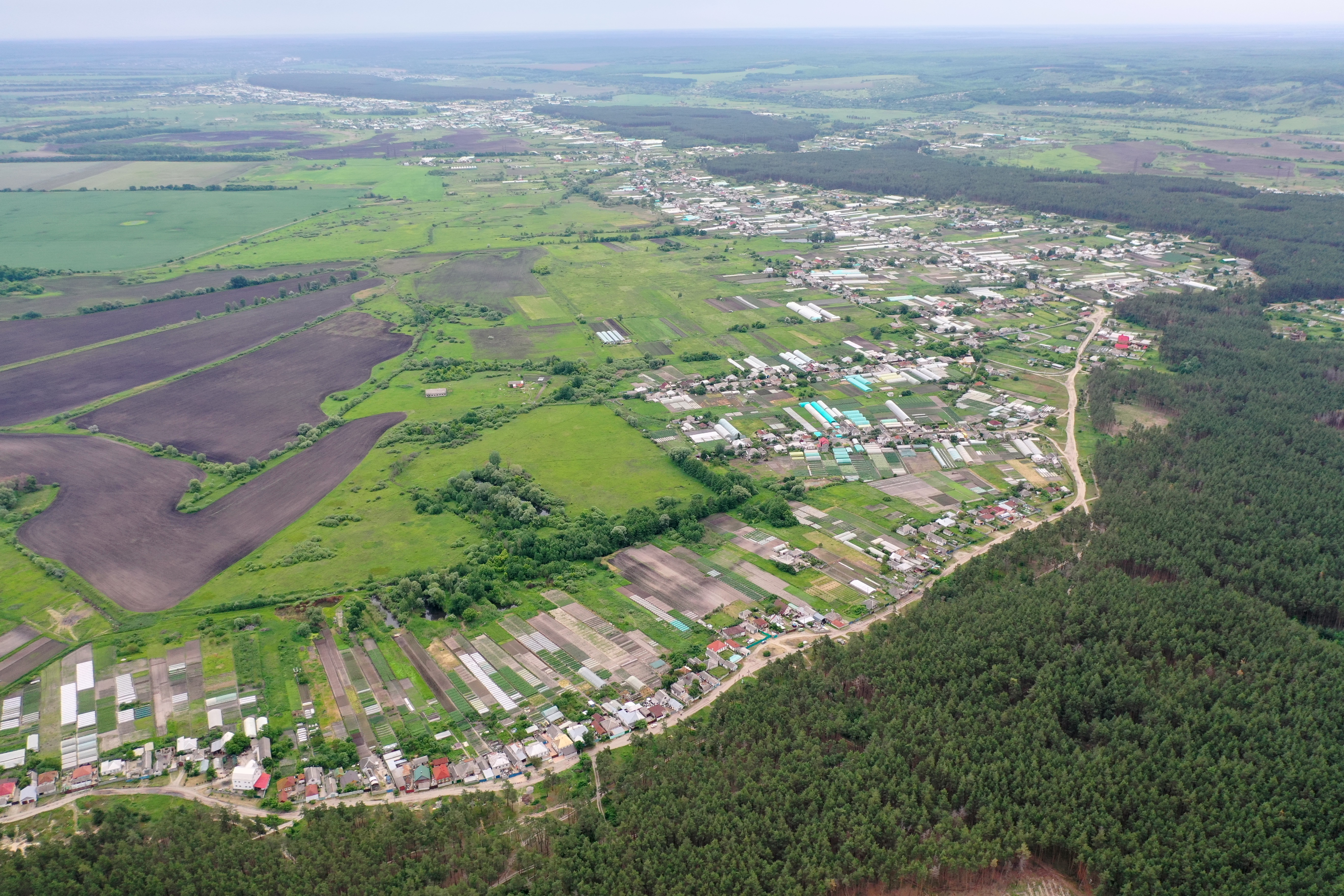
航拍照

利佐胡比夫卡（烏克蘭語：Лизогубівка）是位於烏克蘭東部的村莊，由哈爾科夫州哈爾科夫區的貝茲柳季夫卡市鎮負責管轄。該村始建於1638年，面積2.62平方公里，海拔高度97米，2001年人口1,439，人口密度每平方公里549.2人。